# Estação Puerta de Toledo

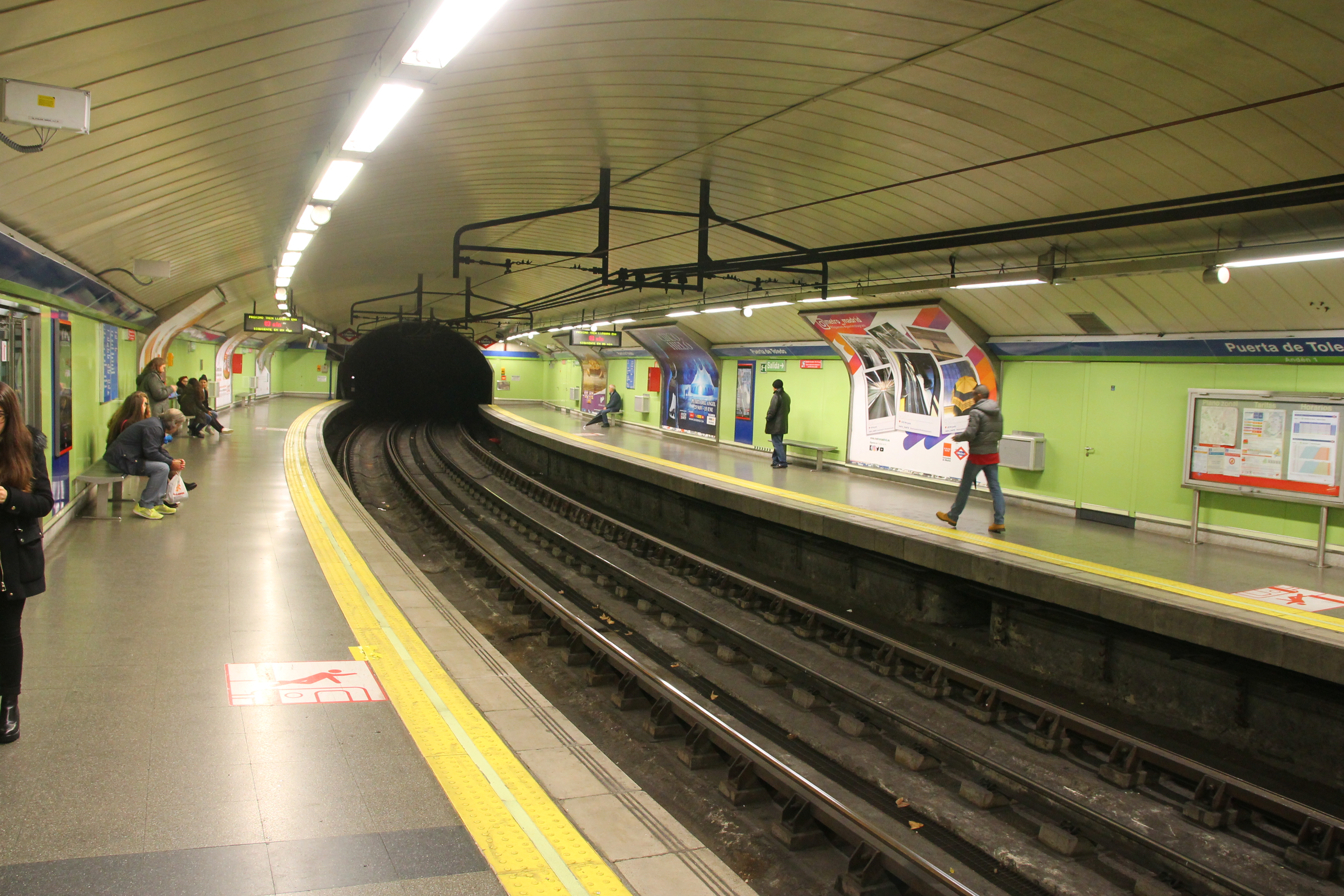
Plataforma de embarque.

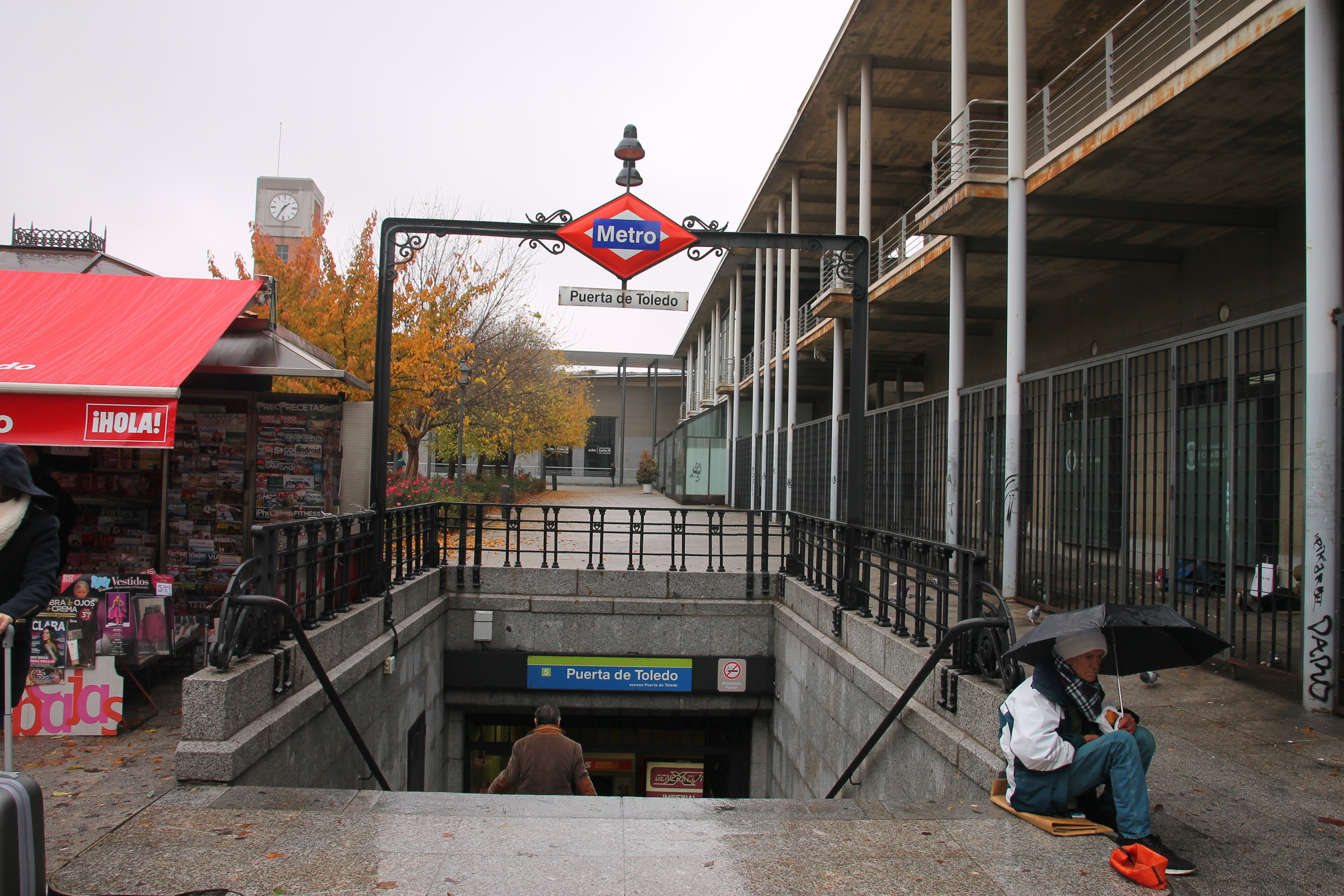
Entrada da Estação.

Puerta de Toledo é uma estação da Linha 5 do Metro de Madrid.

## História
A estação abriu ao público em 5 de junho de 1968 com o primeiro trecho da linha entre Callao e Carabanchel, sendo reformada entre 2003 e 2004.